# Pata
|  | No s'ha de confondre amb Pata (Eslovàquia). |

Tomoaki Ishizuka (石塚 智昭 Ishizuka Tomoaki), més conegut com a Pata, (Chiba, Japó, 4 de novembre de 1965) va ser el guitarrista del grup de música japonesa X Japan. Va entrar a la banda el 1987 i va seguir fins al final del grup, 1997.
El 1986 Victor Recors va oferir a X Japan gravar uns petits singles, ell van acceptar, i en Yoshiki (líder del grup) li va demanar ajuda a en Pata, ell va acceptar a canvi que sol fos per aquella vegada. Però quan en Yoshiki havia trobat ja per a en Hide un acompanyant, aquest va tenir un accident i en Pata va acceptar ser ell qui fos l'acompanyant d'en Hide. Això va portar que durant molts anys en Pata i en Hide estiguessin molt sincronitzats, quan un feia un error l'altre el feia a propòsit.